# Crausz István
Nagykéri Crausz István Béla Ottmár Brúnó (másképp Craus) (Nyitra, 1848. október 7. – Budapest, 1933. október 10.) 1910-1917 között Nyitra vármegye főispánja,  kormánybiztos, országgyűlési képviselő.

## Élete

A nagykéri Craus család címere (1592) a Siebmacher féle könyvből
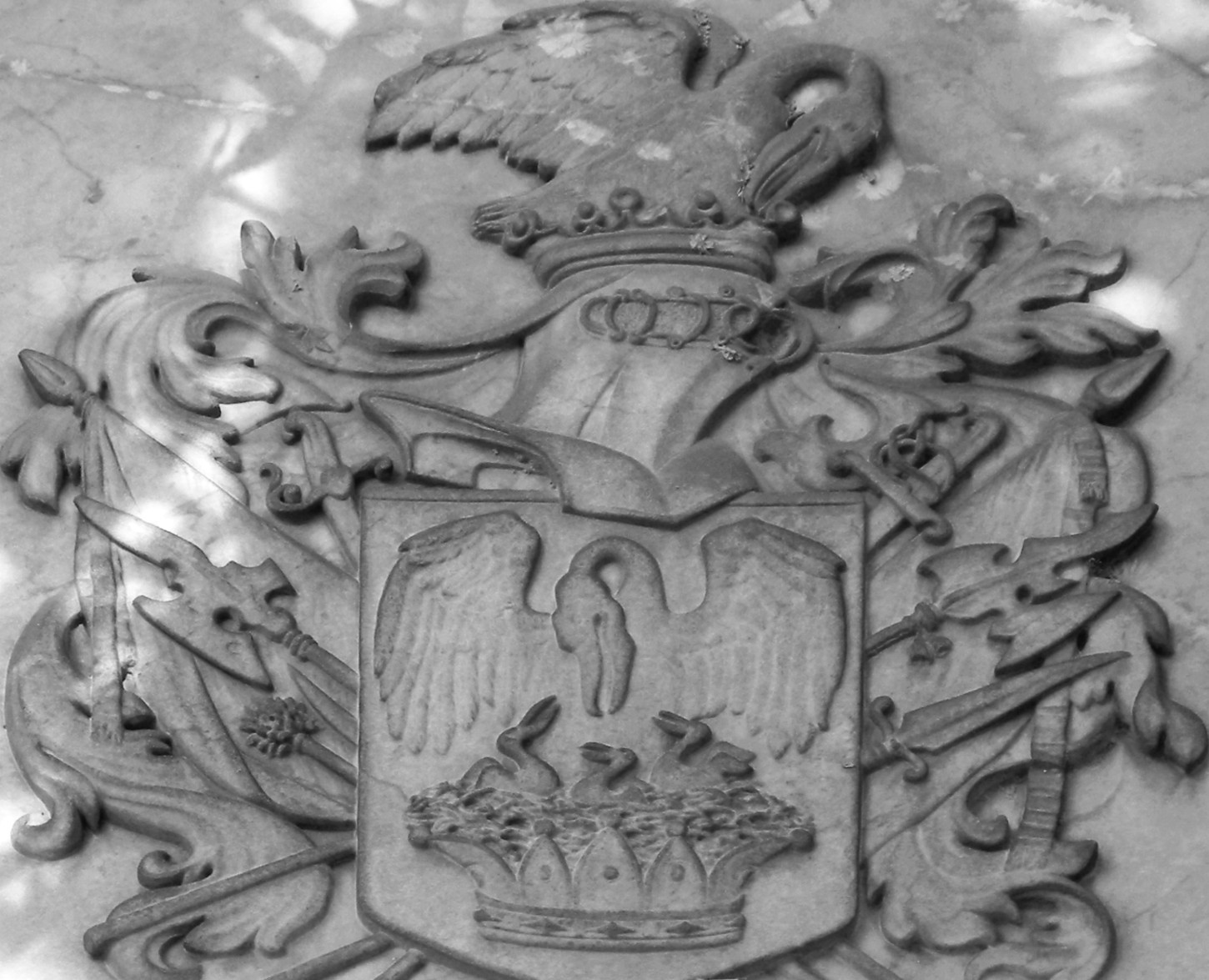
Nyitrai temető

A Nyitra vármegyébe települő nemes Craus Imre Lipót földmérő, később úti biztos és Alföldy Anna (1810 körül - 1855) fia. Testvére volt nemes Craus Vince (1851–1945), Nyitra vármegyei árvaszéki elnök, akinek a neje kohanóczi Kochanovszky Paula (1869–1939) volt. A magyar nemességet és családi címerét 1592. november 18-án Craus János a szepesi 13 város és Lublóvár kormányzója Rudolf magyar királytól szerezte meg. 1593. szeptember 6-án hirdették ki Szepes vármegyében. 1890. szeptember 11-én kapta a Craus István a nagykéri nemesi előnevet szerezte meg adományban I. Ferenc József magyar királytól.1890. szeptember 11-én kapta a Craus István a nagykéri nemesi előnevet szerezte meg adományban I. Ferenc József magyar királytól.
A középiskolai tanulmányait a Nyitrai Piarista Gimnáziumban, a jogi tanulmányait a Magyar Királyi Tudomány-Egyetemen és a Bécsi Egyetemen végezte. 1887-ig Nyitrán ügyvédi gyakornok, főúri családok uradalmi ügyésze, vármegyei tiszteletbeli tisztviselő. 1887. október 30-án egyhangúlag alispánná választották, amit még kétszer is megismételt. 1910. március 21-től 1917. június 14-ig főispán. A csehszlovák államfordulat után a FEMKE elnökeként állítólag Szathmáry István Jankó átka c. hazafias költemény fordításának példányait a vármegyeházán elégettette.
1897-ben az érsekújvári kerületből, 1905-ben pedig a szenici kerületből választották meg országgyűlési képviselővé.
A Felvidéki Magyar Közművelődési Egyesület ügyvivő alelnöke volt, 1911-ben elnöknek jelölték. Elnöke volt a nyitra vármegyei Szabadelvű Pártnak. Elnöke volt a Bélic-Privigyei helyi érdekű vasút igazgatóságának és a Nyitrai Hitelbank igazgatóságának. A Nyitrai Takarékpénztár igazgatóságának elnöke.
1886-ban megnősült.
A Farkasréti temető kápolnájában ravatalozták és a Nyitrai családi sírboltban helyezték örök nyugalomra.

## Elismerései
- 1892 III. osztályú Vaskorona Rend
- 1916 Lipót-rend lovagkeresztje
- 1917 II. osztályú Polgári Hadi Érdemkereszt
- Vöröskereszt Tiszti díszjelvénye